# Madre (EP)
Madre é uma extended play (EP) da musicista venezuelana Arca. Foi lançada em 22 de janeiro de 2021 sob o selo musical XL Recordings. A gravação contém a faixa-título Madre, produzida em conjunto com o violoncelista Oliver Coates, e mais três remixes desta faixa. Madre foi reproduzida em um episódio da série de televisão Euphoria, da HBO.

## Composição
Alejandra Ghersi, mais conhecida por Arca, escreveu Madre anos atrás, mas deixou o projeto guardado até janeiro de 2021. Ao retomá-lo, ela trabalhou no EP durante nove dias, "tocando movimentos suavemente e repetidamente com arranjos improvisados até que sua harmonia e ritmo começaram a se manifestar, como em uma orquestra fantasma no fundo de uma catedral, quase como um sussurro, mas também numa forma envolvente em termos de métrica e densidade musical".
Na faixa Madreviolo, Arca tocou violoncelo e, imediatamente após concluir a composição da faixa, destruiu o instrumento. Arca disse que a destruição do violoncelo ocorreu porque "tinha que haver algo único nesta versão alternativa, na qual elevei minha extensão vocal até atingir castrato". Em seguida, Arca convidou Oliver Coates para que criassem juntos uma versão a cappella de Madre. Arca disse que "com Oliver, houve uma ressonância e química insanas; ele me levou onde parecia ser o lugar que eu sonhei, mas que não poderia alcançar sem ele".

## Recepção crítica
Em resenha da faixa Madre, Isabelia Herrera do Pitchfork disse que "na primeira faixa de seu novo maxi single, as cordas do violoncelista Oliver Coates florescem como tentáculos dolorosos, e os vocais solitárias de Arca se curvam em uma ária delicada. Mas numa escuta mais atenta, revela-se algo que está longe de ser meramente orquestral: a sensação de haver aspirações amplas, tão presentes em boleros, tonadas e em outros estilos da música tradicional latino-americana".

## Lista de faixas
Todas as faixas foram compostas e produzidas por Alejandra Ghersi, exceto Madre, produzida por Arca e Oliver Coates.
| N.º            | Título                      | Duração |  |
| 1.             | "Madre (com Oliver Coates)" | 9:00    |  |
| 2.             | "Madreviolo"                | 7:09    |  |
| 3.             | "Madre Acapella"            | 8:53    |  |
| 4.             | "Violo"                     | 7:07    |  |
| Duração total: | Duração total:              | 32:09   |  |